# Dyllón Burnside
Dyllón Burnside, né 27 janvier 1989 à Pensacola, est un acteur et chanteur américain. Il est connu pour son rôle de Ricky Evangelista dans la série télévisée Pose.

## Biographie
Dyllón Burnside est diplômé du conservatoire CAP21 (en) et de la The New Schoolà New York.
Il est ouvertement queer.

## Filmographie

### Cinéma
- 2016 : Misunderstood : Sin
- 2017 : Central Park : Christian
- 2018 : Yinz : Shane Tompkins

### Télévision
- 2014 : High Maintenance : Lionel (épisode Gengis)
- 2014 : Peter Pan Live! : Prickles
- depuis 2018 : Pose : Ricky (14 épisodes)
- 2021-2024 : American Horror Stories : James (saison 1, épisode 4) ; Malcolm (saison 3, épisode 7)